# Adelaide Tessero
Adelaide Tessero (Firenze, 8 dicembre 1842 – Torino, 24 gennaio 1892) è stata un'attrice teatrale italiana.

## Biografia
Figlia di Pasquale (L'Aquila, 1797 - Bologna, 1887) e di Carolina Ristori (Brescia, 1823 - Genova, 1890), entrambi attori, e nipote di Adelaide Ristori, esordì negli anni 1850 come amorosa nella compagnia Toselli. Dal 1865 al 1867 fu primattrice nella compagnia Morelli.
Dominò le scene per oltre un ventennio, grande interprete di Victorien Sardou e Alexandre Dumas figlio.